# Gotra simulator
Gotra simulator là một loài tò vò trong họ Ichneumonidae.